# Gammel Ølstykke
Gammel Ølstykke er en tidligere landsby, nu en del af Ølstykke-Stenløse byområde. Byområdet ligger i Ølstykke Sogn (tidligere Ølstykke Herred, Frederiksborg Amt).

## Historie
Ølstykke går tilbage til middelalderen. Ølstykke Kirke er i sin vestlige, oprindelige del bygget af kampesten med hjørnekvadre af kalksten. Kirkeskibet er allerede i middelalderen blevet forlænget i hele sin bredde mod øst med munkesten, ligesom sakristiet og våbenhuset også ere tilbyggede med samme materiale.
Ølstykke landsby bestod i 1682 af 19 gårde, 1 hus med jord og 12 huse uden jord. Det samlede dyrkede areal udgjorde 986,7 tønder land skyldsat til 201,69 tønder hartkorn. Dyrkningsformen var trevangsbrug.
Da jernbanen til Frederikssund blev anlagt i 1879, gik den i en stor bue udenom Ølstykke. Stationer blev placerede i Stenløse ca. 2 km sydøst for Ølstykke og der, hvor landevejen mellem Slangerup og Roskilde skar jernbanen ca. 2 km nordvest for Ølstykke; i begge tilfælde udviklede der sig stationsbyer. Ved Ølstykke var de eneste tjenester kirke, præstegård og skole. Mens både Ølstykke Stationsby og Stenløse voksede, gik udviklingen udenom Ølstykke landsby.
Først i anden halvdel af 1960-erne begyndte en bebyggelse i tilknytning til landsbyen. Byudviklingen forsatte efter kommunalreformen i 1970.
I 2002 oprettedes Egedal Station for at betjene Gammel Ølstykke.